# پیک (بازی ویدئویی)
پیک (به انگلیسی: Peak) یک بازی ویدیویی کوهنوردی مشارکتی (کو-آپ) است که توسط آگرو کرب و لندفال برای ویندوز توسعه و منتشر شده است.
پیک به‌طور کلی نقدهای مثبتی از منتقدان دریافت کرد.

## گیم‌پلی

دو بازیکن در منطقه گرمسیری

این بازی تا چهار بازیکن همزمان را پشتیبانی می‌کند و هدف آن بالا رفتن از کوه پس‌از سقوط هواپیما در جزیره‌ای ناشناخته است. نقشه بازی هر ۲۴ ساعت یکبار تغییر می‌کند و تکرار نمی‌شود. بازیکنان همچنین باید یک نوار استقامت stamina) bar) را حفظ کنند که با بالا رفتن بازیکن از کوه، این نوار خالی می‌شود. بازیکنان می‌توانند هم‌تیمی‌های خود را ازطریق روش‌های مختلفی، ازجمله استفاده از آیتم‌های موجود در اردوگاه‌ها که به‌عنوان محل استراحت بین سطوح عمل می‌کنند، احیا کنند. بازیکنان می‌توانند تا سه مورد را حمل کنند و می‌توانند از کوله پشتی برای حمل تا چهار مورد دیگر استفاده کنند. پس‌از اتمام درجه سختی پیش‌فرض، به بازیکنان یک کمربند تزئینی درون بازی اعطا می‌شود و درجه سختی‌های سخت‌تر را باز می‌کند.
یک دشمن در بازی وجود دارد که «Scoutmaster» نام دارد. این دشمن یا زمانی ظاهر می‌شود که بازیکنی خیلی از گروه دور شود، یا با استفاده از آیتم «Scoutmaster Bugle»، احضار شود.
جدا از بالا رفتن از کوه، موانعی که بازیکنان می‌توانند با آنها مواجه شوند شامل کنه‌ها نیز می‌شود که تا زمانی که هم‌تیمی حشره را از بین نبرد، به بازیکن آسیب سمی وارد می‌کنند. آنها را می‌توان مانند سایر اقلام مرتبط با غذا در بازی مصرف کرد.
این بازی شامل آیتم‌های مختلفی است که به بالا رفتن از کوه کمک می‌کنند، از جمله قرقره‌های طناب، توپ‌های طنابی و میخ‌ها. قرقره‌های طناب را می‌توان از موقعیت‌های مرتفع مستقر کرد و به این ترتیب طناب را پایین آورد تا به سایر بازیکنان در بالا رفتن کمک کند. توپ‌های طنابی را می‌توان به دیوار یا سقف شلیک کرد و طنابی را مستقر کرد که به پایین می‌افتد و می‌توان از آن بالا رفت. میخ‌ها را می‌توان روی هر سطح سنگی که بازیکن بتواند از آن بالا برود قرار داد و به عنوان محل استراحت برای بازیکنان عمل کرد. بازیکنان می‌توانند با آنها تعامل داشته باشند تا خود را نگه دارند و استقامت خود را بازیابند.

## توسعه
بازی پیک در ابتدا به‌عنوان بخشی از یک رویداد گیم جم (Game Jam) که در فوریه ۲۰۲۵ برگزار شد، توسعه داده شد. این بازی به نسخه کامل گسترش یافت و رسماً در ۱۶ ژوئن ۲۰۲۵ منتشر شد. این بازی به سرعت در پلتفرم پخش زنده توییچ محبوبیت پیدا کرد و سطح موفقیت آن با بازی‌هایی مانند لیتال کامپنی و فازموفوبیا مقایسه شده است.

## بازخورد
| گردآورنده | امتیاز |
| --------- | ------ |
| متاکریتیک | ۸۲/۱۰۰ |

| ناشر                     | امتیاز |
| ------------------------ | ------ |
| گیم اینفورمر             | ۹/۱۰   |
| پی‌سی گیمر (ایالات متحده) | ۸۶/۱۰۰ |
| گیمز ماشین (ایتالیا)     | ۸.۲/۱۰ |

طبق وب‌سایت متاکریتیک، بازی پیک نقدهای «به‌طور کلی مطلوبی» دریافت کرده است. اوپن‌کریتیک نیز اعلام کرد که ۱۰۰٪ منتقدان این بازی را توصیه می‌کنند.
پی‌سی گیمر به این بازی امتیاز ۸۶/۱۰۰ داد و نوشت: «پیک یک بازی فوق‌العاده است» و «هر چیزی که از یک بازی مشارکتی می‌خواهم را دارد.» جک کولمن، نویسندهٔ دگیمر، این بازی را «بهترین بازی دوستانه‌ای که تابه‌حال بازی کرده‌ام» توصیف کرد. مجله وایس نیز این بازی را «بهترین در نوع خود» توصیف کرد.

### فروش
| AGGRO CRAB 💥   | توییتر |
| @AggroCrabGames |        |

             چرا این بازی احمقانه جم بیشتر از یه بازی گنج خرچنگی دیگه فروش رفت؟ دارم از پا درمیام.
         

        ۲۲ ژوئن ۲۰۲۵

در ۲۴ ساعت اول انتشار، این بازی بیش از ۱۰۰٬۰۰۰ نسخه فروخت. همچنین فروش در هفته اول از یک میلیون نسخه فراتر رفت و از عنوان قبلی آگرو کرب، انادر کرب ترژر پیشی گرفت. نه روز پس‌از انتشار، کل فروش به دو میلیون نسخه رسید، و در ماه اول از ۵ میلیون نسخه فراتر رفت.
حساب کاربری شبکه اجتماعی آگرو کرب در مورد موفقیت بازی پستی منتشر کرد، با لحنی کنایه‌آمیز و ناامیدانه از اینکه چطور این بازی فروش بهتری نسبت به Another Crab’s Treasure داشته است.